# 33 до н. е.

## Події
- Гай Юлій Цезар Октавіан Август (вдруге) і Луцій Волькацій Тулл — консули Римської республіки.
- Лю Ао (храмове ім'я Чен-ді) стає 12-м імператором династії Хань.

## Померли
- Тиберій Клавдій Нерон Старший — римський політичний діяч і воєначальник, батько імператора Тиберія, перший чоловік Лівії Друзілли.
- Лю Ши — 11-й імператор династії Хань у 49—33 роках до н. е (храмове ім'я Юань-ді).